# Echinaster graminicola
Echinaster graminicola är en sjöstjärneart som beskrevs av Campbell och Turner 1984. Echinaster graminicola ingår i släktet Echinaster och familjen krullsjöstjärnor. Inga underarter finns listade i Catalogue of Life.